# Mary Khan-Hohloch
 Mary Fatima Khan-Hohloch (nascida Khan; 25 de Junho de 1994) é uma política alemã da AfD. É membro do Parlamento Europeu, tendo tomado posse a 16 de Julho de 2024.

## Biografia
Khan-Hohloch nasceu em Frankfurt, filha de pai paquistanês e mãe alemã. O seu pai, Zahid Khan, emigrou de Lahore, no Paquistão, para a Alemanha em 1989.
Desde 2019 é casada com Dennis Hohloch, um político também associado à AfD. Juntos, têm uma filha.